# Mar de Timor
El mar de Timor (indonesio: Laut Timor; portugués: mar de Timor) es un mar del borde del océano Índico situado entre la isla de Timor y Australia. Políticamente es compartido por Timor Oriental, Indonesia y la Mancomunidad Australiana.

## Etimología
El mar de Timor recibe su nombre de Timor, la isla situada al otro lado de la costa norte del mar. El nombre de la isla es una variante de timur, que en malayo significa "este".
En tetum, la expresión tasi mane (lit. trad. "mar macho") se utiliza a menudo para referirse al mar de Timor. La contraparte de esa masa de agua, el estrecho de Ombai-Wetar, que tiene olas más pequeñas, es menos turbia y baña la mayor parte de las costas del norte de la isla de Timor, se denomina comúnmente en Tetum tasi feto (lit. transl. 'mar femenino').

## Geografía
El mar de Timor tiene unos 480 km de ancho, en dirección E-O, cubriendo un área de unos 610 000 km². Su punto más profundo es la fosa de Timor en la zona norte del mar, con una profundidad de 3300 m. El resto del mar es mucho menos profundo, siendo su profundidad media de menos de 200 m, al extenderse sobre la plataforma Sahul, parte de la plataforma continental australiana. El mar de Timor limita al este con el mar de Arafura (hidrográficamente un brazo del océano Pacífico)[cita requerida] y al norte con el mar de Banda y el mar de Savu.
El mar posee un número de islas significativas, entre las que se cuentan la  isla Melville, ubicada aguas afuera de la costa australiana y las islas Ashmore y Cartier, bajo gobierno australiano. Se cree que los primeros pobladores que llegaron a Australia lo hicieron viajando de isla en isla a través del mar de Timor.
El mar de Timor tiene tres importantes entradas en la costa norte de Australia: el golfo de José Bonaparte, en honor del hermano de Napoleón José I de España, el golfo Beagle y el golfo Van Diemen. La ciudad australiana de Darwin es la única ciudad importante que se encuentra sobre este mar.
Los Big Bank Shoals son una zona en el fondo marino inclinado entre la plataforma continental y la fosa de Timor donde se encuentran varios bancos sumergidos. El ecosistema de los bancos difiere significativamente de las aguas más profundas que los rodean. En mayo de 2010 se anunció el descubrimiento de un cráter de unos 50 km de ancho en el lecho marino del mar de Timor.
Los ríos que entran en el mar de Timor desde el Territorio del Norte son el río Fish, el río King, el río Dry, el río Victoria y el río Alligator. Los ríos de la región de Kimberley que desembocan en el mar de Timor son el río Ord, el río Forrest, el río Pentecost y el río Durack.
El mar es una zona de formación de tormentas tropicales y tifones.[cita requerida]

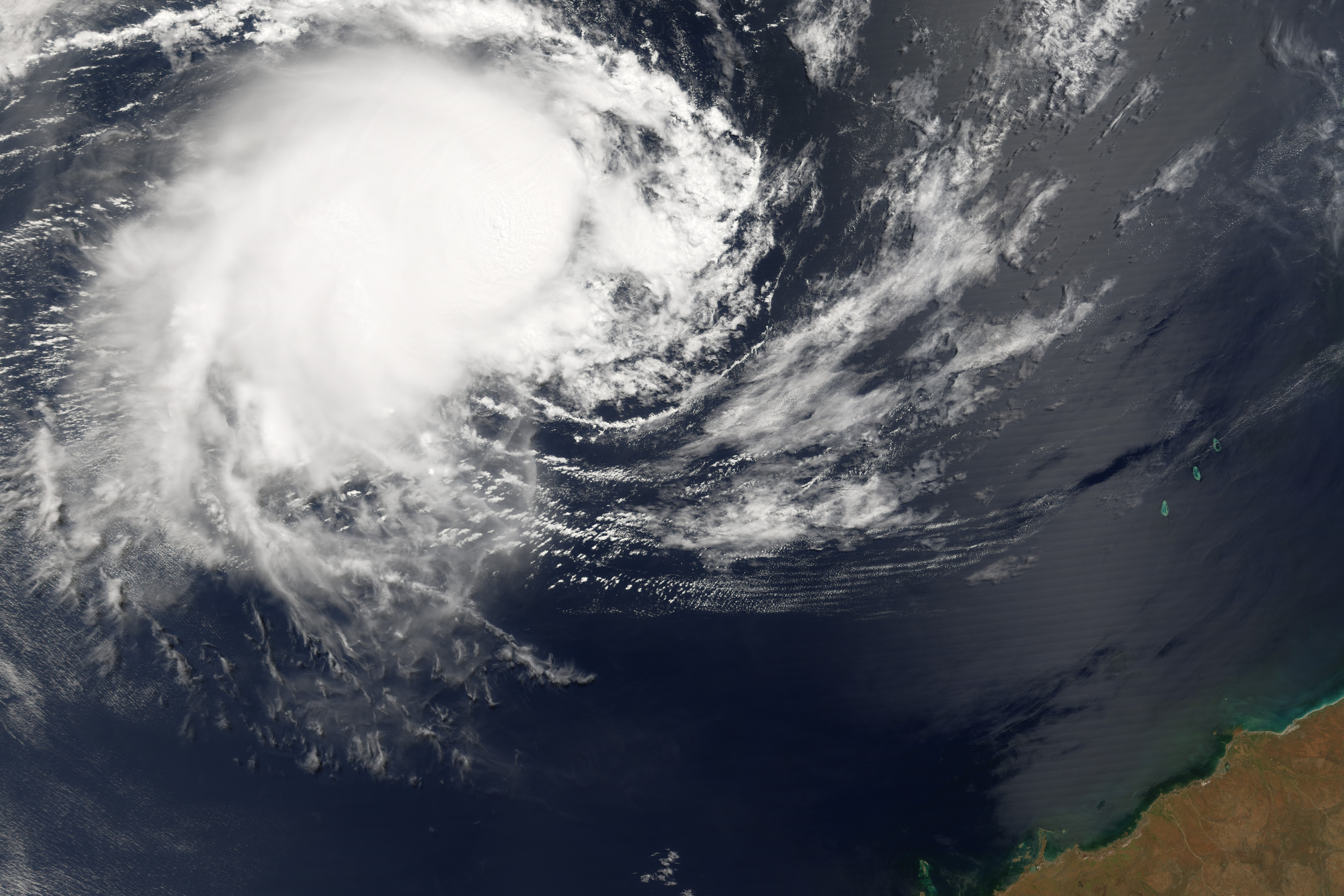
Ciclón tropical Floyd sobre el mar de Timor en 2006.

## Delimitación de la IHO
La máxima autoridad internacional en materia de delimitación de mares a efectos de navegación marítima, la Organización Hidrográfica Internacional («International Hydrographic Organization, IHO), considera el mar de Timor como un mar. En su publicación de referencia mundial, Limits of oceans and seas (Límites de océanos y mares, 3.ª edición de 1953), le asigna el número de identificación 48i y lo define de la forma siguiente:

En el norte.
El límite sureste del mar Savu (48o), la costa sureste de Timor y el límite sur del mar de Banda (48g).
En el este.
El oeste del mar de Arafura (48h). [Una línea desde el cabo Don hasta Tanjong Aro Oesoe, el punto meridional de Selaroe (islas Tanimbar).] 
En el sur.
La costa norte de Australia, desde el cabo hasta el Cabo de Don Londonderry (13°47'S, 126°55'E).
En el oeste.
Una línea desde el cabo de Londonderry, hasta el punto suroeste de la isla de Roti (10°56'S, 122°48'E)..
Limits of oceans and seas, pág. 28.

## Reservas de hidrocarburos

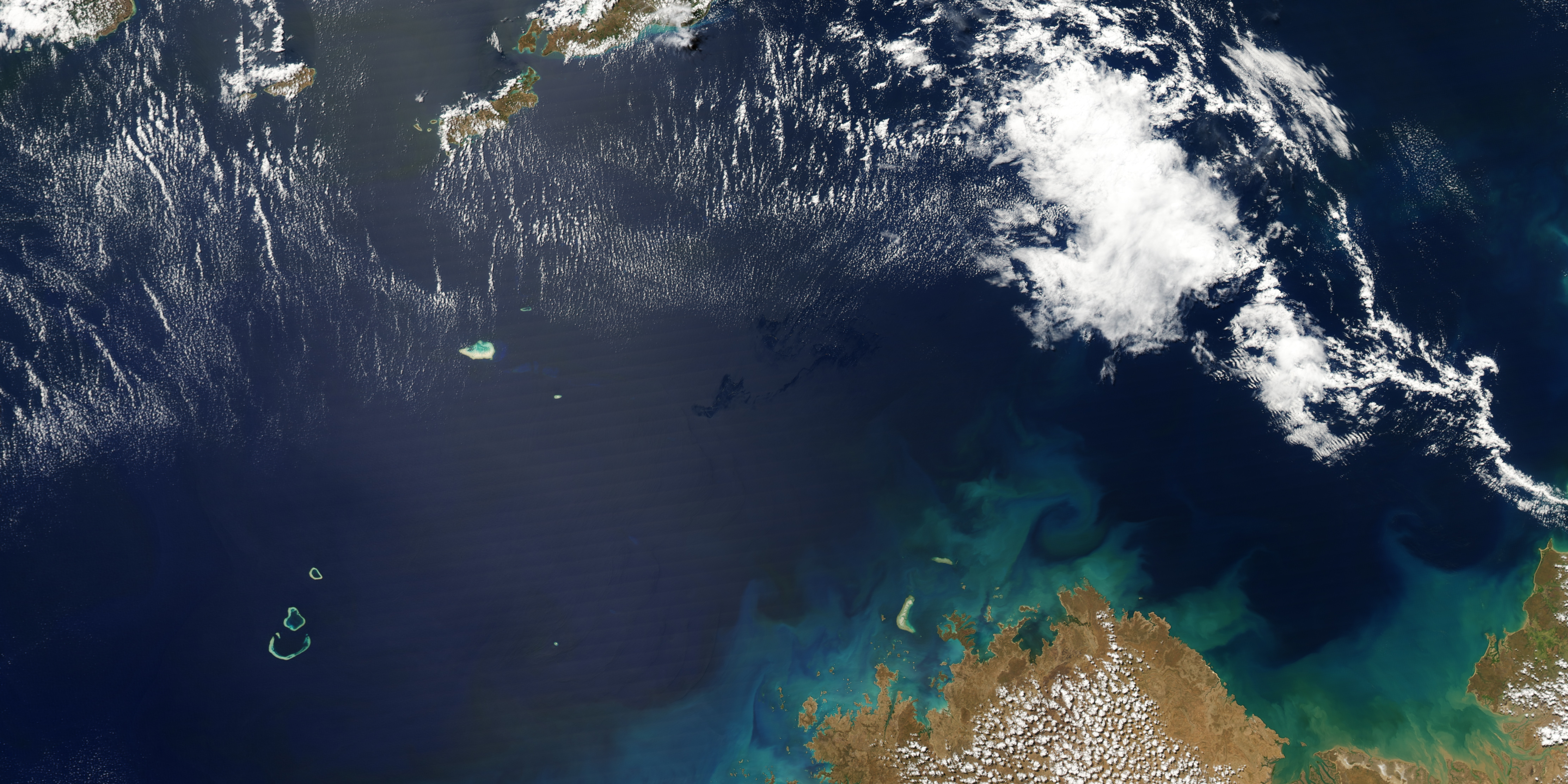
Marea negra del vertido de Montara en el mar de Timor, septiembre de 2009.

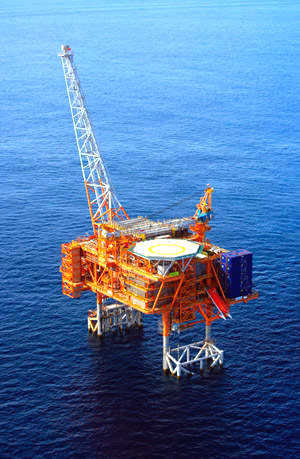
Plataforma Big John.

Bajo el mar de Timor hay considerables reservas de petróleo y gas. La confirmación de la prospectividad del mar de Timor llegó cuando la plataforma Big John de Woodside-Burmah perforó el pozo Troubadour n.º 1 en junio de 1974 en los bancos de Troubadour, a unos 200 kilómetros (120 mi) al sureste de Timor, y atravesó 83 metros (272 ft) de hidrocarburos. Hay una serie de proyectos petrolíferos en alta mar y una considerable actividad de exploración en curso y numerosos proyectos propuestos. Un gasoducto atraviesa el mar de Timor desde la Zona de Desarrollo Petrolero Conjunto hasta Wickham Point, cerca de Darwin.
En el mar de Timor se produjo el mayor vertido de petróleo de Australia, cuando el yacimiento petrolífero de Montara derramó petróleo, gas natural y condensado entre el 21 de agosto y el 3 de noviembre de 2009. Durante el vertido se derramaron 400 barriles (64 m3) de petróleo al día. La Comisión de Investigación de Montara culpó a la empresa tailandesa PTTEP, propietaria de los pozos.

### Proyecto Bayu-Undan
El mayor proyecto petrolífero en funcionamiento en el mar de Timor es el proyecto Bayu-Undan, operado por Santos Limited. El yacimiento Bayu-Undan está situado a unos 500 km (310 mi) al noroeste de Darwin, en la cuenca de Bonaparte. La producción comenzó en 2004 como un proyecto de reciclaje de gas, en el que se extraían líquidos (condensado, propano y butano) del flujo de producción bruta y se exportaban. El gas se bombeó de nuevo al yacimiento. Al mismo tiempo, se inició la construcción de un gasoducto submarino de 500 km que conectaba las instalaciones de procesamiento de Bayu-Undan con una planta de gas natural licuado situada en Wickham Point, en el puerto de Darwin. Desde la finalización del gasoducto y de la planta de GNL de Darwin en 2005, el gas producido en alta mar en Bayu-Undan se transporta ahora a la planta de Darwin, donde se convierte en líquido y se transporta a Japón en virtud de contratos de venta a largo plazo. Timor Oriental ha obtenido, a partir de 2017, más de 18 000 millones de dólares de Bayu-Undan desde que comenzó la producción; sin embargo, se prevé que sus reservas se agotarán en 2023.

### Yacimiento de gas de Ichthys
El yacimiento de gas de Ichthys es un campo de gas natural situado en el mar de Timor, frente a la costa noroeste de Australia. El yacimiento se encuentra a 220 km de la costa de Australia Occidental y a 820 km al suroeste de Darwin, con una profundidad media de unos 250 metros. Fue descubierto en el año 2000. El primer gas del campo Ichthys se consiguió el 30 de julio de 2018.

### Otros proyectos
AED Oil es propietaria del gran proyecto petrolífero del yacimiento Puffin y Woodside Petroleum está produciendo petróleo en el yacimiento Laminaria. El yacimiento de gas de Greater Sunrise, descubierto en 1974, es uno de los más grandes de la zona y se espera que haga ganar a Timor Oriental varios miles de millones de dólares en ingresos por regalías. Woodside Petroleum planea procesar el gas de Greater Sunrise a través de una plataforma flotante, pero Xanana Gusmão, primer ministro de Timor Oriental, se opone a este plan y quiere que el gas vaya a Beaço a través de un gasoducto para su procesamiento.

## Disputa territorial

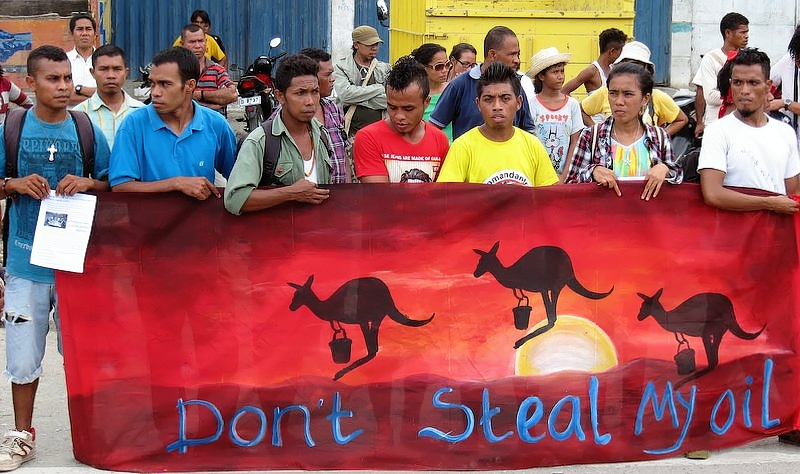
Manifestación contra Australia en diciembre de 2013.

Desde el descubrimiento de petróleo en el mar de Timor en la década de 1970, ha habido disputas en torno a los derechos de propiedad y explotación de los recursos situados en una parte del mar de Timor conocida como la Brecha de Timor, que es la zona del mar de Timor que se encuentra fuera de los límites territoriales de las naciones al norte y al sur del mar de Timor. Estos desacuerdos involucraron inicialmente a Australia e Indonesia, aunque finalmente se llegó a una resolución en forma del Tratado de la Brecha de Timor. Tras la declaración de la condición de nación de Timor Oriental en 1999, se abandonaron los términos del Tratado de la Franja de Timor y se iniciaron las negociaciones entre Australia y Timor Oriental, que culminaron en el Tratado del Mar de Timor.
Desde 1965 hasta 2018, la reclamación territorial de Australia se extendía hasta el eje batimétrico (la línea de mayor profundidad del lecho marino) en la fosa de Timor. Se superponía a la propia reivindicación territorial de Timor Oriental, que seguía a la antigua potencia colonial Portugal y a la Convención de las Naciones Unidas sobre el Derecho del Mar en la reivindicación de que la línea divisoria debía estar a medio camino entre los dos países. En 2018, Australia aceptó una línea divisoria a medio camino.
En 2013 se reveló que el Servicio Secreto de Inteligencia Australiano (ASIS) colocó dispositivos para escuchar a Timor Oriental durante las negociaciones sobre los yacimientos de petróleo y gas de Greater Sunrise. Esto se conoce como el escándalo de espionaje entre Australia y Timor Oriental.

### Tratado del Mar de Timor
El Tratado del Mar de Timor, firmado el 20 de mayo de 2002, dio lugar a la creación de la Autoridad Designada del Mar de Timor (TSDA). Esta organización es responsable de la administración de todas las actividades relacionadas con el petróleo en una parte del mar de Timor conocida como Zona Conjunta de Desarrollo Petrolero (JPDA). El tratado fue ratificado en febrero de 2007.
Según los términos del tratado, las regalías sobre la producción de petróleo en la JPDA se dividen en una proporción de 90:10 entre Timor Oriental y Australia. Ha sido criticado porque el tratado no finalizó la frontera marítima entre Timor Oriental y Australia.

### Tratado de Límites Marítimos de 2018
El Tratado entre Australia y Timor Oriental por el que se establecen sus límites marítimos en el mar de Timor se firmó el 6 de marzo de 2018 en la sede de las Naciones Unidas en Nueva York en presencia del secretario general de las Naciones Unidas, Antonio Guterres.